# Ли Чжэньчжу
Ли Чжэньчжу (кит. упр. 李 珍珠, пиньинь Li Zhenzhu; род. 13 декабря 1985, Баян-Нур, Внутренняя Монголия) — китайская легкоатлетка, бегунья на средние дистанции, участница двух летних Олимпийских игр в беге на 3000 метров с препятствиями, многократная призёрка континентальных первенств.

## Спортивная биография
В 2007 году Ли Чжэньчжу выступила на своём первом взрослом чемпионате мира в японской Осаке, но не смогла преодолеть квалификационный раунд, заняв в своём забеге лишь 11-е место. В том же году китайская легкоатлетка завоевала свою первую значимую награду, став бронзовой медалисткой бега на 1500 метров на вторых Азиатских играх в помещениях.
На летних Олимпийских играх Ли Чжэньчжу дебютировала в 2008 году на домашних Играх в Пекине. Китайская бегунья выступила в соревнованиях на дистанции 3000 метров с препятствиями. В третьем забеге предварительного раунда Ли пришла к финишу 13-й, показав время 10:04,05, что лишило её возможности бороться за олимпийские награды.
В 2009 году Ли Чжэньчжу стала чемпионкой Восточноазиатских игр в беге на 3000 метров с препятствиями, установив при этом рекорд Игр (10:00,17). Спустя четыре года китайская бегунья вновь стала первой, установив также и новый рекорд (9:53,17).
На летних Олимпийских играх в Лондоне Ли Чжэньчжу вновь выступила в соревнованиях в стипльчезе. По сравнению с Играми четырёхлетней давности китаянка в предварительном раунде смогла улучшить результат сразу на 30 секунд, но и этого не хватило для продолжения борьбы за медали. Ли Чжэньчжу, заняв в своём забеге 7-е место, выбыла из турнира. Свою коллекцию наград Ли Чжэньчжу пополнила в 2014 году, завоевав серебряную медаль Летних Азиатских игр в южнокорейском Инчхоне.
В 2015 году Ли Чжэньчжу стала обладательницей ещё одной серебряной награды, став второй на чемпионате Азии с результатом 9:41,43. Показав это время, Ли Чжэньчжу также выполнила олимпийский квалификационный норматив, что принесло китайской сборной гарантированное место в женском стипльчезе.

## Личная жизнь
- хобби — музыка, путешествия
- владеет монгольским и севернокитайским языками